# Almin kopec
Der Almin kopec, auch Almín kopec, ist eine teilweise bewaldete Kuppe im Okres Opava in Tschechien. Er liegt anderthalb Kilometer westlich von Hněvošice (Schreibersdorf) nahe der Staatsgrenze zu Polen und ist der höchste Berg der Hlučínská pahorkatina (Hultschiner Hügelland) sowie des tschechischen Teils des Leobschützer Lößhügellandes (Opavská pahorkatina/Płaskowyż Głubczycki). Auf seinem Gipfel befindet sich ein topographischer Punkt.

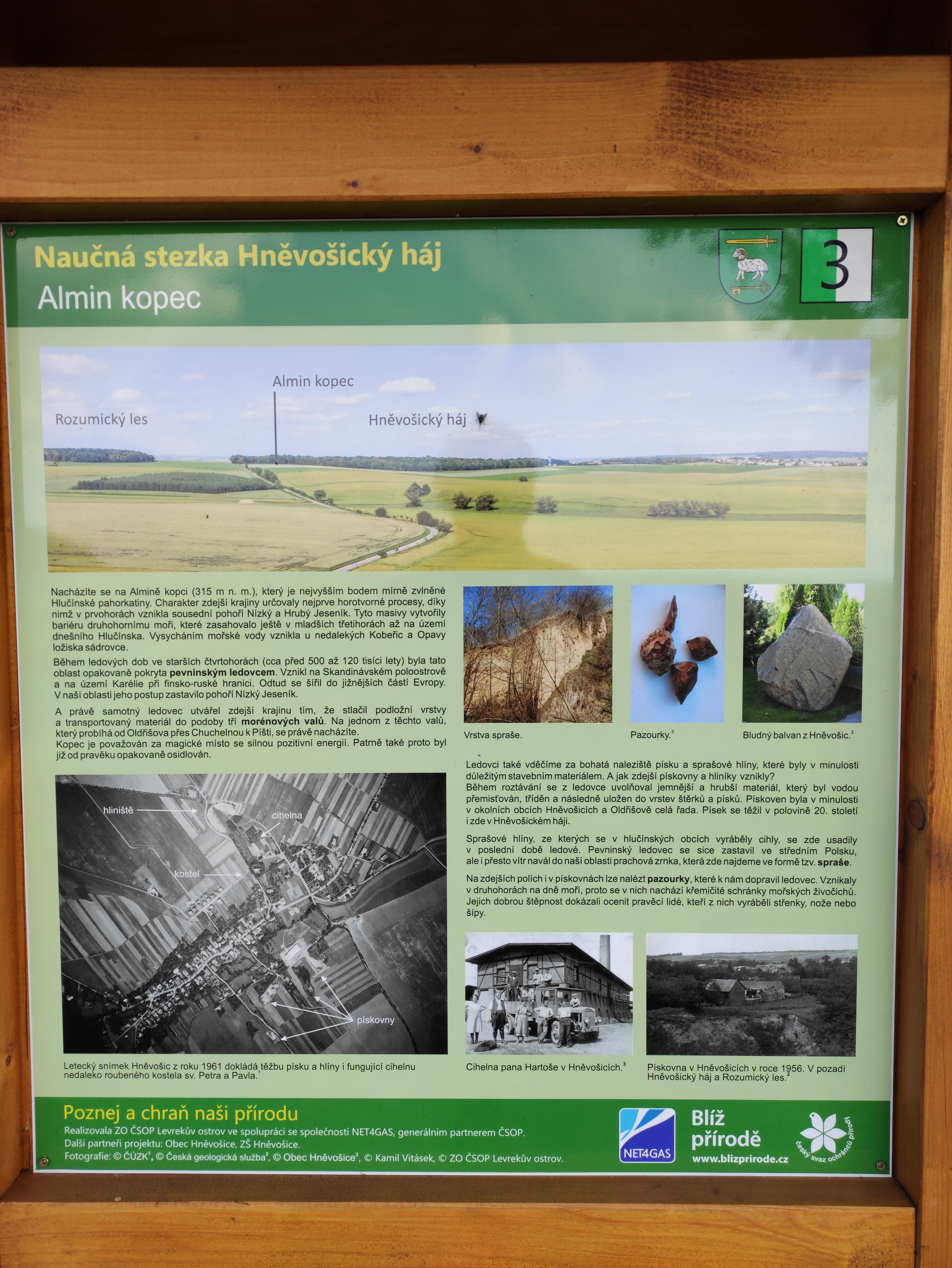
Informationstafel des Lehrpfades am Almin kopec

## Lage und Umgebung
Der Hügel liegt am Westrand des Eichen- und Eichen-Hainbuchen-Waldgebietes Hněvošický háj (Exnerhain) im gleichnamigen Naturreservat auf der Gemarkung von Hněvošice, dicht an den Gemarkungsgrenzen zu Oldřišov (Odersch) und Služovice (Schlausewitz). Unmittelbar nördlich verläuft die Ortsverbindungsstraße zwischen den beiden Dörfern und in 400 m Entfernung die Staatsgrenze zu Polen, hinter der sich das Rezerwat Rozumice (Rösnitzer Busch) erstreckt. Am östlichen Fuße entspringt der Bach Hněvošický potok.
Im Norden erhebt sich die Ostroga (Klimmberg, 298 m n.p.m.), nordwestlich der Obecník (313 m n.m.) und der Gładysz (Glatzeberg, 315 m n.p.m.). Umliegende Orte sind Rozumice (Rösnitz) im Norden, Ściborzyce Wielkie (Steuberwitz) im Nordosten, Hněvošice im Osten, Služovice im Südosten, Oldřišov im Südwesten und Pilszcz (Piltsch) im Westen.

## Beschreibung
Der Almin kopec wird im Norden, Süden und Westen von Ackerflächen umgeben; nach Osten und Südosten erstreckt sich der Hněvošický háj. Über die Kuppe führt der über dreieinhalb Kilometer – zumeist am Waldrand am Rande des Naturreservats verlaufende – Lehrpfad Hněvošický háj. Neben einem Rastplatz des Lehrpfades mit Schautafel befinden sich auf der Kuppe lediglich ein topographischer Punkt und ein Ansitz.
Eine Aussicht bietet der Hügel nur über die offene Landschaft nach Westen und Süden, nach den anderen Richtungen wird dies durch den Wald bzw. nahezu gleich hohe Kuppen verhindert.

## Geschichte
Der aus Löss bestehende Hügel entstand durch eiszeitliche Gletscheraktivitäten.
Aus der Zeit der Lausitzer Kultur sind auf der im Nordwesten des Hněvošický háj gelegenen Ebene am Almin kopec die Reste von sechs bronzezeitlichen Hügelgräbern, in die zu Zeiten des Mährerreichs slawische Gräber eingebettet wurden. Ein weiteres im Rösnitzer Busch befindliches Gräberfeld mit ca. 40 Hügelgräbern lässt vermuten, dass die gesamte Hochfläche als Begräbnisstätte diente und weitere Gräber auf den Ackerflächen im Laufe der Zeit weggepflügt wurden.
Während der Mährisch-Ostrauer Operation errichtete die anrückende Sowjetarmee im April 1945 am Almin kopec Schützengräben gegen den deutschen Beschuss vom Kirchturm in Odersch. Die sind am Waldrand südlich des Gipfels noch erkennbar, während die auf den Feldern befindlichen nach dem Krieg wieder zugeschüttet wurden.
Der größte Teil des am Osthang befindlichen Waldgebietes Hněvošický háj wurde 1969 zum Naturreservat erklärt; seit 2009 ist sie auch Natura-2000-Schutzgebiet. Um 2010 entstand der erste Lehrpfad, er wurde 2021 durch die Ortsgruppe des Naturschutzverbandes Levrekův ostrov neugestaltet.

## Benennung
Bis in die zweite Hälfte des 20. Jahrhunderts blieb die Kuppe in deutschen und tschechoslowakischen kartographischen Werken unbenannt. In den Militärkarten aus den 1950er und 1960er Jahren ist sie – im Gegensatz zum etwas niedrigeren Obecník – unbezeichnet. Im Zuge der in den 1970er Jahren erarbeiteten geomorphologischen Einteilung der Tschechoslowakei wurde die Kuppe als höchste Erhebung der Hlučínská pahorkatina ausgewiesen und erlangte damit erstmals eine gewisse Bedeutung. Zu dieser Zeit entstand wahrscheinlich der Name Almin kopec; möglicherweise leitet er sich von einem lokalen Flurnamen her, über seine Entstehung ist jedoch nichts bekannt.